# Antsohihy
Antsohihy é uma cidade em Madagascar com 19000 habitantes. E a capital da região Sofia e é sede do Distrito de Antsohihy.

## Geografia
Antsohihy fica no oeste da região Sofia, próxima da Reserva de Bora.
Esta cidade está situada na estrada nacional n.º 6 entre Diego Suares e a capital Antananarivo.
As mais próximas cidades são Befotaka a 63 km e Ankerika.